# The Sessions (groupe)
Pour les articles homonymes, voir The Sessions.
The Session est un groupe de rock indépendant canadien, originaire de Vancouver, en Colombie-Britannique.

## Biographie
Le groupe est formé en 2005 par quatre membres : Martin Robert Kottmeier, batteur et chanteur, Joshua Helgason chanteur et claviériste, Tristan Norton guitariste, claviériste et chanteur, et Tobias Jesso Jr., bassiste et chanteur.
Des 2006, le quatuor canadien remporte le festival international de musique Emergenza, à Calgary, face à 7 631 groupes venus de 16 pays. Ils participent ensuite à une compétition organisée à Montréal. The Sessions remportent la première place des finales de l'Emergenza à Rothenburg, en Allemagne.
À la suite de ce succès, c'est avec le célèbre producteur Bob Rock que le groupe collabore pour la sortie de leur premier album intitulé The Sessions Is Listed as In a Relationship. L'album est accueilli d'une manière mitigée,. Deux chansons de cet album, My Love et 18 Candles, deviennent leurs titres phares grâce à leur apparition dans le film de VTT de descente Seasons du groupe The Collective où apparaissent d'autres groupe comme Latch Key Kid et Slackstring. L'album The Sessions Is Listed as In a Relationship n'est pas en vente en format CD, mais est disponible sur iTunes.
Le groupe fait sa première tournée en février 2008 aux États-Unis notamment à San Francisco, Las Vegas, San Diego et Hollywood,. Cependant, en mars 2008, Joshua Helgason quitte le groupe et devient cofondateur du groupe Stars of Boulevard. Norton et Kottmeier formeront le duo de musique électronique Young Bombs. Jesso se lancera dans une carrière de compositeur solo.

## Membres
- Martin Robert Kottmeier - batterie, chant
- Joshua Helgason - chant, synthétiseur
- Tristan Norton - guitare, chant, claviers
- Tobias Jesso Jr. - basse, chant